# Robert Ford (amerikaifutball-edző)
Robert Ford (Belton, Texas, 1951. június 21. –) amerikai amerikaifutball-edző, 2023-ban az Orlando Guardians támadókoordinátora. Egykor a Houston Cougars játékosa volt.

## Fiatalkora
A beltoni középiskola running backjeként játszott, majd sportösztöndíjjal beiratkozott a Houstoni Egyetemre. Szobatársa Robert Newhouse majdani NFL-játékos volt.
Másod- és harmadévesként cserejátékos volt, majd negyedévesen négy touchdownjával elnyerte az All-America elismerést és vezette a puntvisszatérítések ranglistáját. Ő az NCAA történetének első játékosa, aki két 99 yard (91 méter) hosszú touchdownt is elkapott.
A Houstoni Egyetem dicsőségcsarnoka és a Central Texas Sports Hall of Fame tagja.

## Edzőként
Edzői pályafutása 1973-ban kezdődött a saginaw-i középiskola wide receivereinek edzőjeként, majd 1974 és 1976 között a Western Illinois Leathernecks wide receivereinek edzője volt. Ugyanezen pozíciót 1977 és 1979 között a New Mexico Lobosnál, 1980–1981-ben az Oregon State Beaversnél, 1982–1983-ban pedig a Mississippi State Bulldogsnél töltötte be. 1985-ben a Houston Gamblersnél dolgozott, majd a USFL felbomlása után 1986-ban a Kansas Jayhawks, 1987–1988-ban pedig a Texas Tech Red Raiders munkatársa volt.
1989–1990-ben a Texas A&M Aggies wide receivereinek edzője volt; a csapat kétszer jutott ki a College Bowlra. 1991 és 1997 között a Dallas Cowboys tight endjeit edzette; a csapat háromszor nyerte meg a Super Bowlt. 1998 és 2003 között a Miami Dolphinsnál dolgozott.
2004-ben az Arizona Cardinals wide receivereinek edzője, 2006-ban pedig az Oakland Raiders támadójáték-minőségért felelős munkatársa volt.
2022. szeptember 13-án felvették az Orlando Guardianshez, azonban a csapat a USFL és az XFL összevonásakor megszűnt.

## Fordítás
- Ez a szócikk részben vagy egészben  a   Robert Ford (American football) című angol Wikipédia-szócikk ezen változatának fordításán alapul.  Az eredeti cikk szerkesztőit annak laptörténete sorolja fel. Ez a jelzés csupán a megfogalmazás eredetét és a szerzői jogokat jelzi, nem szolgál a cikkben szereplő információk forrásmegjelöléseként.